# أوريان نيلاند
أوريان نيلاند (مواليد 10 سبتمبر 1990) هو لاعب كرة قدم نرويجي يلعب في مركز حارس المرمى في نادي نادي إشبيلية.

## روابط خارجية
- أوريان نيلاند على موقع الاتحاد الأوربي (الإنجليزية)
- أوريان نيلاند على موقع اتحاد النرويج (النرويجية)
- أوريان نيلاند على موقع قاعدة بيانات كرة القدم.إي يو (الإنجليزية)
- أوريان نيلاند على موقع ناشيونال فوتبول تيمز (الإنجليزية)
- أوريان نيلاند على موقع Soccerbase.com (لاعب) (الإنجليزية)
- أوريان نيلاند على موقع Soccerway.com (الإنجليزية)
- أوريان نيلاند على موقع عالم كرة القدم.نت (الإنجليزية)
- أوريان نيلاند على موقع AS.com (الإسبانية)